# Rob Zombie
Vous lisez un « bon article » labellisé en 2009.
Pour les articles homonymes, voir Zombie (homonymie).
Rob Zombie, de son vrai nom Robert Bartleh Cummings, né le 12 janvier 1965 à Haverhill, dans le Massachusetts, est un chanteur et musicien de métal américain, ainsi qu'un réalisateur de films d'horreur. Après avoir formé le groupe White Zombie à la fin des années 1980 et édité six albums enregistrés en studio, il forme un nouveau groupe, Rob Zombie, et publie sept albums, dont le dernier, The Lunar Injection Kool Aid Eclipse Conspiracy, est sorti en mars 2021.
En parallèle à sa carrière de chanteur, Zombie est aussi réalisateur, scénariste et producteur de films d'horreur, avec sept longs métrages à son actif, une fausse bande-annonce pour le projet Grindhouse des deux compères Tarantino/Rodriguez, Werewolf Women of the S.S., et un dessin animé qu'il co-réalise avec Mr. Lawrence, The Haunted World of El Superbeasto. Enfin, il est également scénariste de comics, comme notamment Rob Zombie's Spookshow International en dix volumes, et The Nail en quatre éditions. Son dernier film, The Munsters, basé sur la série des années 1960 Les Monstres, est sorti en septembre 2022.

## Biographie

### Jeunesse

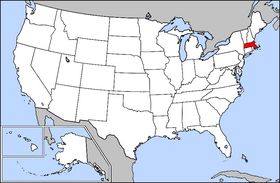
Le Massachusetts, l'État d'origine de Rob Zombie.

Robert Bartleh Cummings est né le 12 janvier 1965 à Haverhill, dans le Massachusetts, aux États-Unis. Ses parents, Robert et Louise Cummings, et ses grands-parents travaillaient dans le monde du cirque et des fêtes foraines. C'est ainsi que Rob et son frère Michael développent très tôt un goût pour le burlesque et les créatures étranges. Passant près de huit heures par jour devant la télévision, il apprécie particulièrement les films d'horreur et devient un fan assidu des séries TV d'horreur des années 1960 telles que La Famille Addams ou Les Monstres.
Zombie admet que grandir dans le milieu du cirque était très troublant. Cette enfance dans ce milieu lui inspirera d'ailleurs plus tard certains personnages de ses films, tels que Otis, Baby ou le Capitaine Spaulding des films La Maison des 1 000 morts et The Devil's Rejects. Alors que le rêve premier du jeune Rob Cummings est de devenir hockeyeur professionnel, il découvre et apprend très vite à aimer la musique et cite Black Sabbath, Kiss, Alice Cooper, Metallica et Ministry comme ses principales influences. À 18 ans, après le lycée, Rob part de Haverhill pour New York et l'école d'art et de dessin Parsons The New School for Design puis rejoint la Pratt Institute de New York. Rapidement renvoyé à cause de ses mauvaises notes, il commence à travailler en tant que technicien pour une émission de télévision destinée aux enfants (Pee-wee's Playhouse). À cette époque, Cummings fait la connaissance de Shauna Reynolds (plus connue plus tard sous le nom Sean Yseult) ; ils se découvrent un intérêt commun pour le macabre et le rock. Ils emménagent ensuite ensemble dans un appartement situé à Manhattan. Cummings travaille alors comme coursier puis designer d'un magazine pornographique avec Reynolds. Cummings et Reynolds décident de créer un groupe ensemble, White Zombie, Cummings se faisant désormais appeler Rob Straker et Reynolds Sean Yseult.

### Vie personnelle

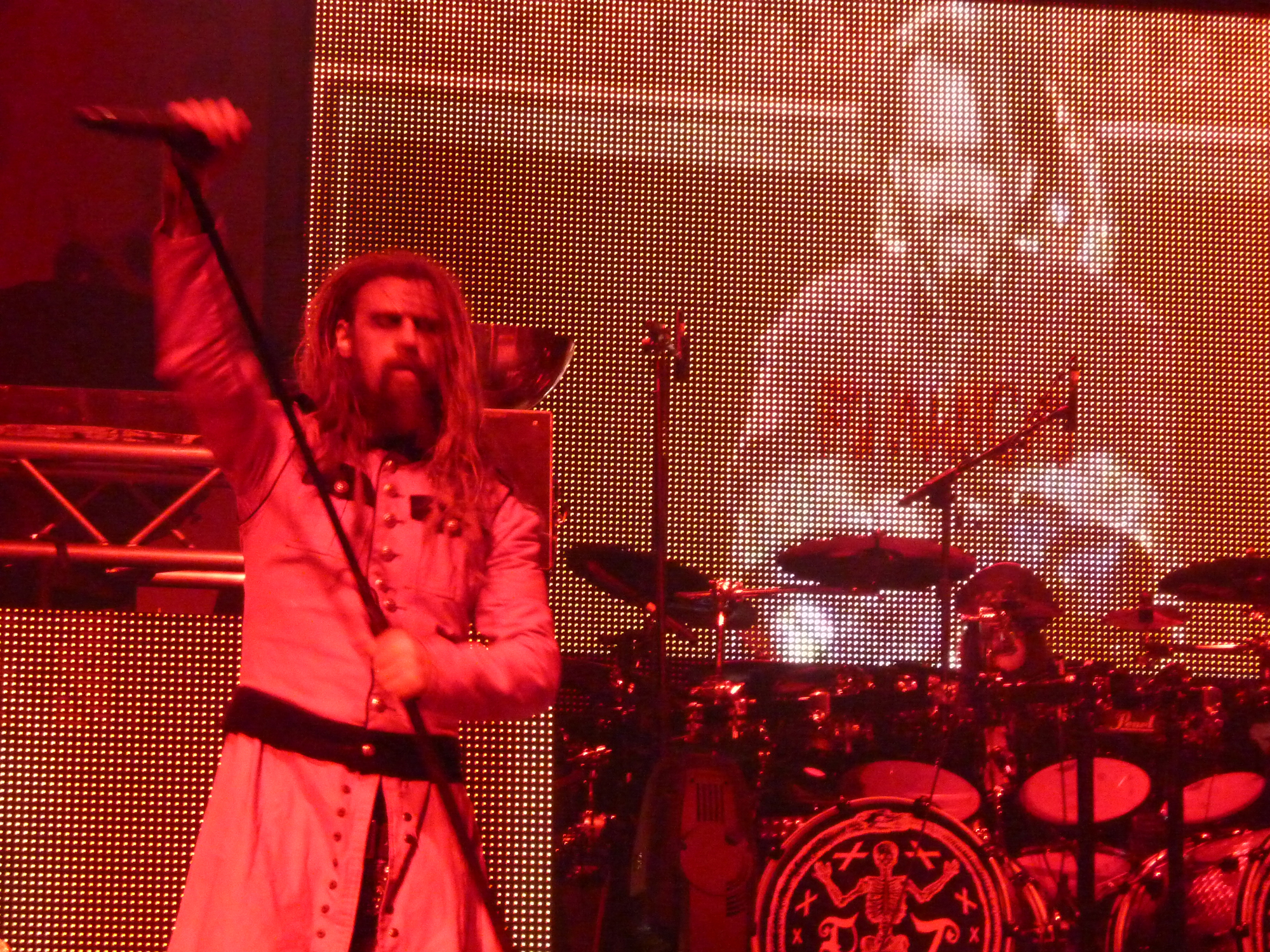
Rob Zombie et Joey Jordison en Concert à Glasgow, en 2011.

Rob Zombie reste très discret sur sa vie privée. Zombie et sa femme Sheri Moon se sont rencontrés lors d'un concert dans le Connecticut grâce à des amis communs. Zombie et Moon partagent leur temps entre leur maison dans la banlieue de Los Angeles et leur maison de Woodbury dans le Connecticut, une vieille bâtisse datant du XIXe siècle. Sheri Moon suit son mari à chaque tournée et elle s'occupe de la chorégraphie des danseuses sur scène lors des concerts de celui-ci, ainsi que de créer les habits des membres du groupe et des danseuses. Lors d'une interview, Zombie lâche quelques bribes sur sa vie privée en expliquant que lui et sa femme se sont mariés le 31 octobre 2002, jour d'Halloween. Il adore cette fête. Zombie change légalement son nom en Robert Zombie au début de sa carrière solo.
Grand fan de cinéma en général, Zombie ouvre les portes de sa maison à l'émission MTV Cribs ; il y montre sa grande collection d'affiches de films, en particulier de films d'horreur et des films des Marx Brothers. De plus, il a une grande collection de jouets et de figurines de personnages de films d'horreur, notamment ceux de la série télévisée Les Monstres. Enfin, il dispose d'une importante vidéothèque de tous les films d'horreur qu'il a vus, en DVD et en VHS. Parmi ses passe-temps favoris, Zombie porte un culte au célèbre assassin Charles Manson, pour lequel il avoue avoir une étrange fascination ; passionné de hockey sur glace depuis son enfance, il est un grand fan des Kings de Los Angeles et essaie de ne jamais rater un match. De plus, il est devenu ami avec plusieurs joueurs de hockey tels que Sean Avery, Jaroslav Modry ou Jason Allison, alors membre des Kings ,. Enfin, c'est encore enfant que Zombie décide de devenir végétarien après avoir vu à l'école un documentaire sur la traite des animaux.
Rob est membre du « Splat Pack », terme inventé par l'historien filmographique Alan Jones dans le magazine Total Film Magazine, désignant la nouvelle vague de réalisateurs de films d'horreur très violents et brutaux. Parmi les autres membres du Splat Pack, figurent également Alexandre Aja (La colline a des yeux ; Mirrors) et Darren Lynn Bousman (la trilogie des Saw), Neil Marshall (The Descent). En 2007, le magazine Forbes estime les gains de Rob Zombie pour l'année à 20 millions de dollars.

## Carrière musicale

### White Zombie (1985–1997)

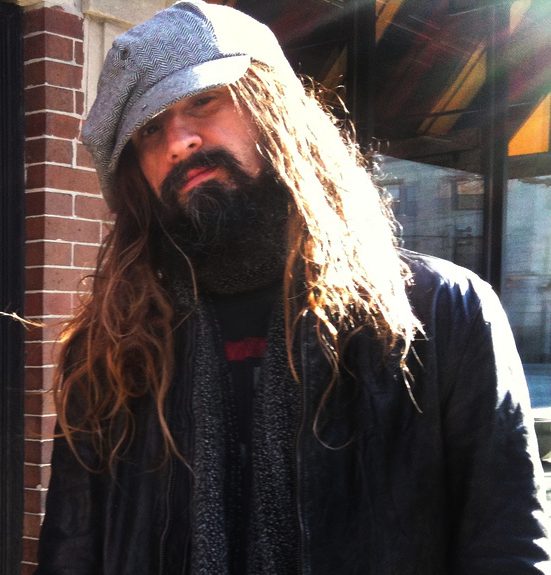
Rob Zombie en 2009.

Rob Zombie (alors appelé Rob Straker) fonde un groupe du nom de White Zombie en 1985 d'après le film d'horreur de 1932 White Zombie avec Béla Lugosi. La formation comprend alors sa compagne, Sean Yseult, à la basse, et Peter Landau à la batterie. Basé à New York, le groupe joue à l'origine une sorte de Punk psychédélique. Il montre sur scène une image pseudo-satanique avec l'imagerie des films d'horreur classiques, les films d'horreur étant l'un des principaux thèmes de ses chansons. Zombie s'occupe alors de toute l'imagerie du groupe, du design des pochettes, des vidéos et des t-shirts.
Le groupe joue son premier concert lors d'une scène ouverte au renommé CBGB's de Manhattan et en 1985, le groupe sort sa première démo intitulée Gods on Voodoo Moon, produite sur leur propre label, Silent Explosion. Après différents EP et démos, il signe avec une major, Geffen Records. Début 1991, l'ensemble du groupe déménage à Los Angeles. En 1993, il publie l'album La Sexorcisto: Devil Music, Vol. 1 et le single Thunder Kiss 65, qui passe alors en boucle sur MTV. Le clip du single est fait par Zombie lui-même, qui s'essaye pour la première fois à la réalisation. Le groupe accroît sa popularité grâce à l'émission de MTV Beavis et Butt-Head, qui passe régulièrement les clips vidéos du groupe. En 1995, sort leur second album studio Astro Creep: 2000 avec le single More Human than Human. Durant l'année 1996, Zombie signe la bande son du film Disjoncté de Ben Stiller. La même année, sort l'album Supersexy Swingin’ Sounds, avec en pochette une certaine Sheri Skerkis, qui est alors danseuse sur scène pour le groupe et qui deviendra par la suite Sheri Moon Zombie.
White Zombie prend fin en 1998, après la décision de Rob Zombie de commencer sa carrière solo. Selon Zombie, les membres du groupe ne pouvaient plus se supporter. À propos de la fin de White Zombie, il déclare : « Plutôt que de faire des albums de merde, on a préféré s'arrêter là. » Rob Zombie n'a plus de contact avec les membres de White Zombie, excepté John Tempesta qui enregistra des parties de batterie pour le quatrième album de Zombie, Hellbilly Deluxe 2.

### DeHellbilly DeluxeàThe Sinister Urge(1998–2004)

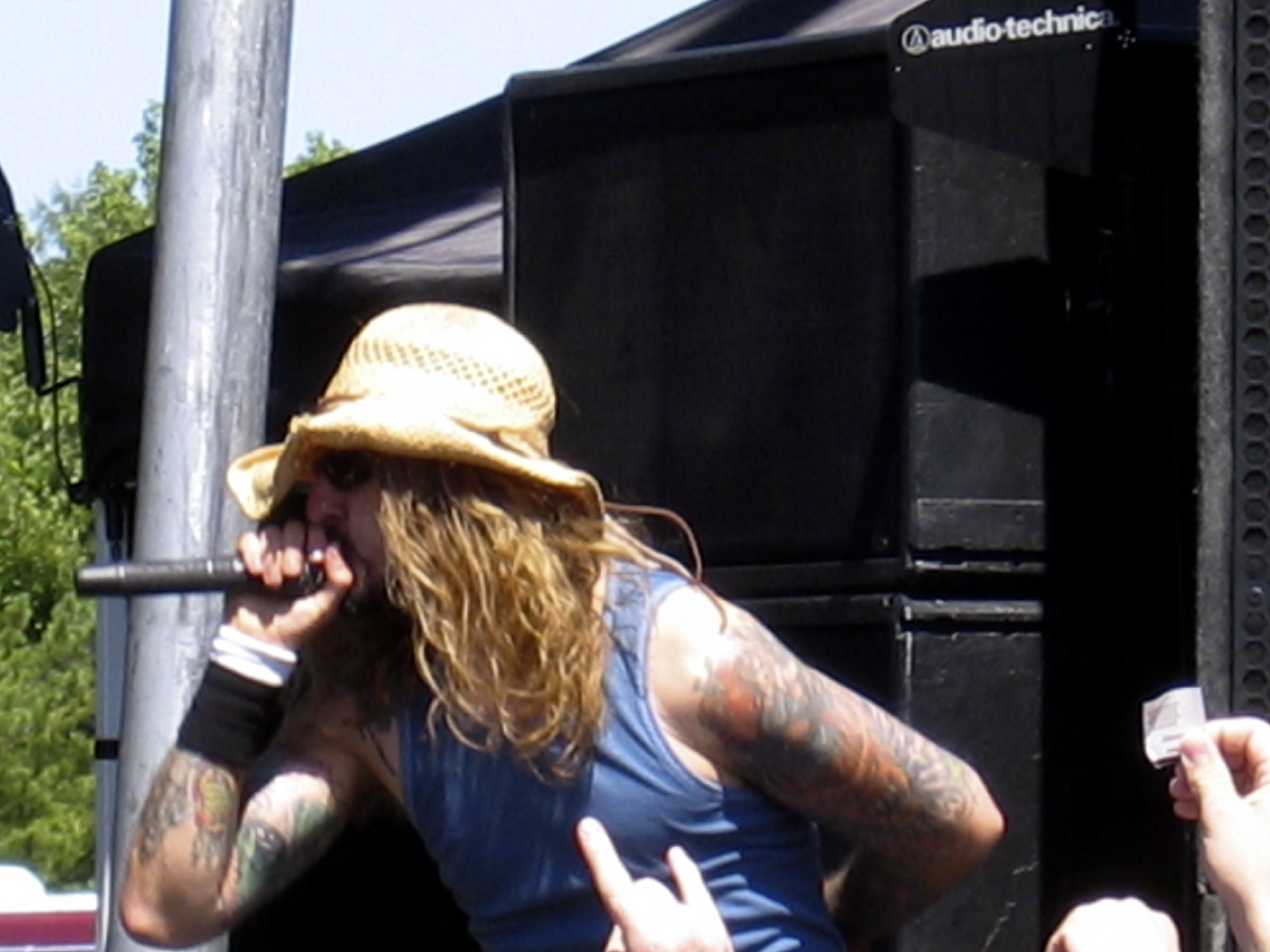
Rob Zombie, new look en concert en 2005.

Rob Zombie forme son propre groupe avec John Tempesta (anciennement White Zombie) à la batterie, Mike Riggs à la guitare et Blasko à la basse. Zombie rencontre Riggs lors d'un match de catch de la WWE dans l'Arkansas ; ils se lient d'amitié et Rob Zombie décide de l'engager dans son groupe. Zombie, Riggs et Tempesta réalisent donc le premier album solo de Rob Hellbilly Deluxe en 1998, enregistré au Chop Shop d'Hollywood et mixé par Scott Humphrey ; l'album se vend à trois millions d'exemplaires, avec les extraits Living Dead Girl et Dragula (titre présent dans la bande originale du film Matrix). Encore une fois, Rob Zombie dirige le clip de Living Dead Girl et Dragula, en profitant pour faire tourner pour la première fois celle qui deviendra sa femme Sheri Moon. Dans la lignée de son précédent groupe, le premier album de Zombie conserve l'imagerie des séries B d'horreur des années 1950 contenant différents dialogues tirés de films d'horreur. Beaucoup plus électro que le son de White Zombie, Hellbilly Deluxe se caractérise par des sonorités proches de Marilyn Manson ou Alice Cooper. Il est considéré comme l'un des meilleurs albums, si ce n'est le meilleur, de Rob Zombie à ce jour. La pochette de l'album est réalisée par l'artiste de comics américain Gene Colan, il est crédité sur l'album en tant que Gene « The Mean Machine » Colan.
En 1999, après une grande tournée à travers les États-Unis, où Mike Riggs se fait remarquer en jouant chaque concert de la tournée avec une guitare translucide recouverte de sang de bœuf, Zombie sort un album de remix de Hellbilly Deluxe intitulé American Made Music to Strip By avec en pochette Sheri Moon à moitié nue,. Après cette tournée, Zombie crée son propre label, Zombie A Gogo Records. Sur ce label, il produit deux groupes indépendants, The Ghastly Ones et The Bomboras, et réalise une compilation des groupes préférés de surf music de Rob Zombie intitulée Halloween Hootenanny. Après la séparation des deux groupes indépendants, Zombie décide d'arrêter l'activité du label. L'album suivant s'intitule The Sinister Urge d'après le titre du film homonyme d'Ed Wood, et contient les singles Feel So Numb (en), Dead Girl Superstar (qui regroupe des enregistrements du film Truck Turner & Cie) et Never Gonna Stop. Le batteur Tommy Lee (Mötley Crüe) apparaît sur les deux albums, crédité en tant que « batterie additionnelle ». L'une de ses idoles mais aussi ami Ozzy Osbourne apparaît sur la chanson Iron Head, alors que Kerry King de Slayer fait son apparition sur Dead Girl Superstar. L'album se compose de différentes chansons instrumentales et angoissantes, ce qui marque une autre différence avec White Zombie. Toujours dans la lignée de Hellbilly Deluxe, The Sinister Urge continue sur le style horror rock créé par Alice Cooper et repris par Zombie, en témoigne la chanson Dead Girl Superstar très influencée par Cooper. Rob Zombie explique : « Mon but principal a été de faire des chansons entraînantes. Peu importe qu’elles soient heavy metal ou non, il faut toujours qu’elles soient mémorisables instantanément. » Après une tournée mondiale en 2002-2003, John Tempesta et Riggs quittent le groupe. À cette époque, Zombie sort sa première compilation Past, Present & Future. Durant cette période, il en profite pour se lancer dans le cinéma et produire et diriger deux films, La Maison des 1 000 morts et The Devil's Rejects.

### Educated HorsesàGods and Guns(2005–2009)

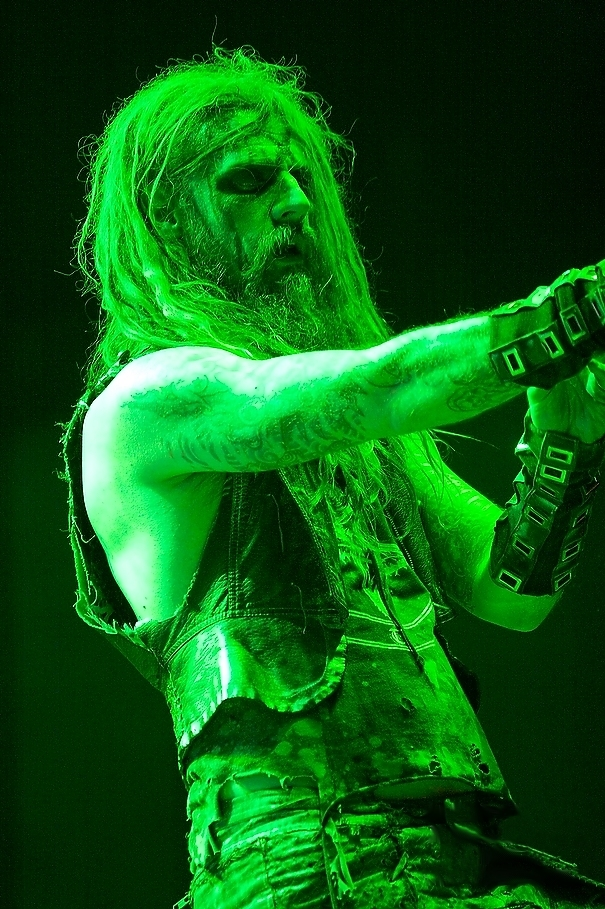
Rob Zombie en concert au Rockstar Energy Drink Mayhem Festival.

En 2005, il revient à la musique et engage l'ancien guitariste de Marilyn Manson, John 5 et le batteur d'Alice Cooper, Tommy Clufetos, pour réaliser le nouvel album Educated Horses avec les singles Foxy Foxy et American Witch. Contrairement au son des deux premiers albums, Educated Horses a un son beaucoup plus rock alternatif et l'imagerie de film d'horreur est bien moins présente. Educated Horses contient certaines chansons acoustiques, fruits de la patte de John 5 sur cet album, dont Sawdust In The Blood ou Death of It All presque entièrement instrumentale. Zombie en profite également pour changer de look, se débarrassant de ses fidèles dreadlocks pour une longue crinière blonde et marquant une totale rupture avec son précédent style vestimentaire, en troquant ses habits de monstres et autres morts vivants pour une allure jean / basket.
Rob Zombie explique que le nom Educated Horses provient d'un vieux terme pour désigner les chevaux qui font des tours dans les cirques ou les foires. Courant 2006, après une tournée mondiale, Blasko quitte le groupe pour prendre le rôle de bassiste avec Ozzy Osbourne. Pour le remplacer, Zombie recrute Piggy D de Amen et Wednesday 13. Le 31 mai 2006, Zombie participe à un concert hommage au groupe Kiss lors des VH1 Rock Honors Awards aux côtés de Ace Frehley, Slash et Tommy Lee. Après une pause de trois ans pour tourner Halloween et Halloween 2, Zombie revient dans la musique avec l'album Hellbilly Deluxe 2 qui est sorti le 2 février 2010. Zombie change soudainement de label après près de 18 ans avec Geffen Records, et signe avec Roadrunner Records, ce qui repousse la sortie de l'album, originellement prévue pour le 17 novembre 2009. Une version limitée de l'album Hellbilly Deluxe 2 est commercialisée dans une boite en forme de cercueil, contenant l'album, un t-shirt, une boucle de ceinture ainsi qu'un bandana à l'effigie du groupe. Pour la pochette de l'album, Zombie s'entoure de l'illustrateur de comics américain Dan Brereton. Le premier single de l'album s'intitule What?. Hellbilly Deluxe 2 est alors prévu pour être le dernier album de Rob Zombie sur le support CD, Zombie expliquant ne plus croire en l'avenir du CD, mais plus en celui du téléchargement légal et du mp3. Néanmoins, les albums qui suivront sortiront aussi en CD. En support de la sortie du nouvel album, Rob Zombie fait une tournée américaine avec le groupe Nekromantix à partir de novembre 2009. Pour la toute première fois depuis 11 ans, Zombie déclare dans une interview que sa tournée passera certainement par le Royaume-Uni en 2010. Rob Zombie enregistre une chanson avec Lynyrd Skynyrd intitulé Flyod qui paraît sur leur nouvel album intitulé Gods and Guns sorti le 29 septembre 2009.

### Hellbilly Deluxe 2àSpookshow International Live(2010–2015)
En 2010, Rob Zombie accueille Joey Jordison (Slipknot) à la batterie à la place de Tommy Clufetos pour la tournée Rockstar Energy Drink Mayhem Festival qui se déroulera aux États-Unis avec Alice Cooper et Five Finger Death Punch en autres. Jordison sera à la batterie pour toute la durée du printemps et de l'été de la tournée. Juillet 2010, Clufetos annonce qu'il quitte définitivement Rob Zombie pour rejoindre à long terme le groupe de Ozzy Osbourne. Le 28 septembre 2010, Zombie sort une réédition de Hellbilly Deluxe 2, comprenant des nouveaux morceaux enregistrés avec Jordison à la batterie. Fin avril 2011, Rob Zombie annonce qu'il recrute officiellement l'ancien batteur de Marilyn Manson, Ginger Fish, qui officiait alors comme batteur temporaire en remplacement de Joey Jordison, engagé avec Slipknot et Murderdolls. Fish devient le troisième batteur officiel du groupe de Zombie après Tempesta et Clufetos, il est de plus le second ex-membre de Marilyn Manson avec John 5.

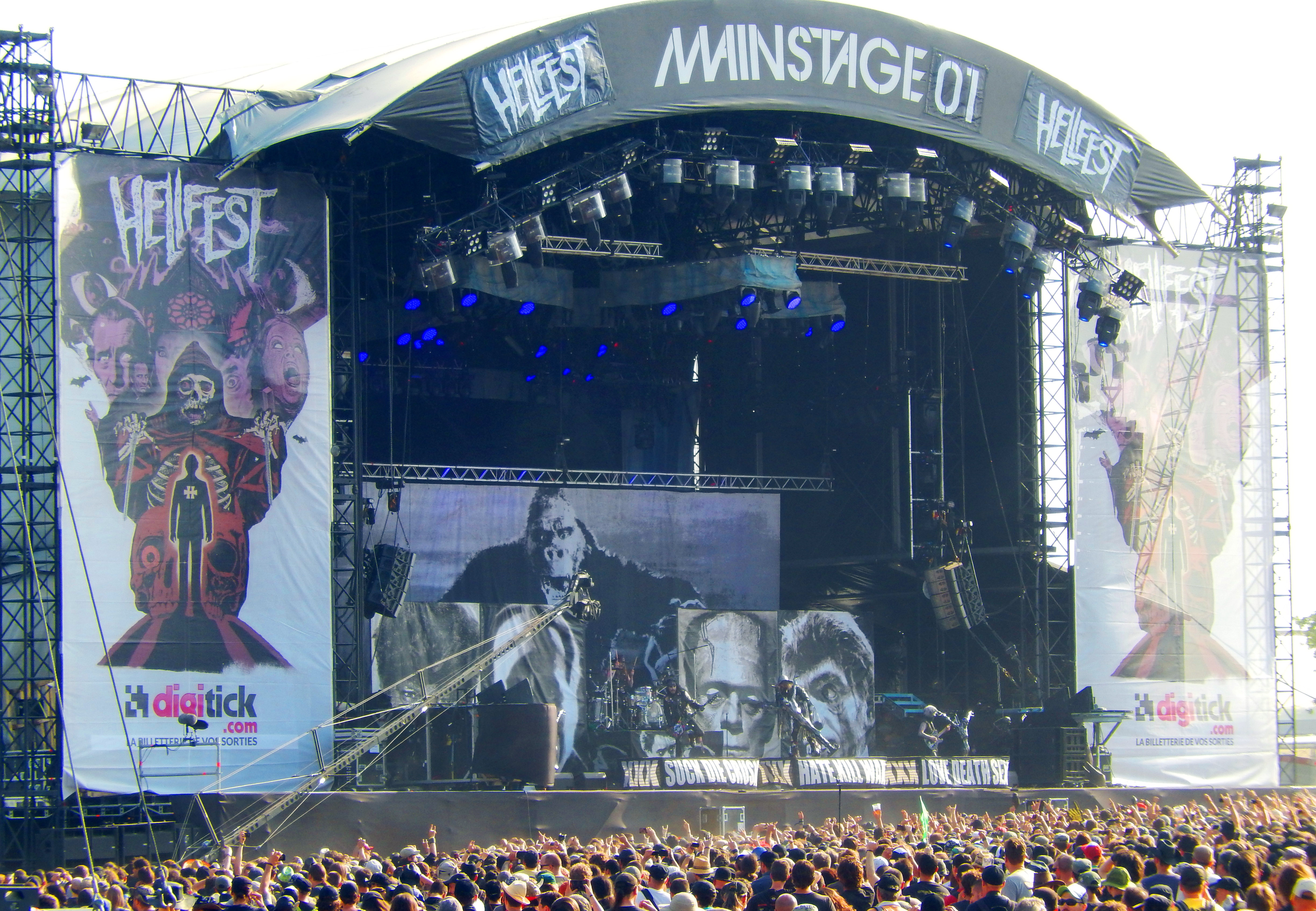
Rob Zombie au Hellfest 2014

En juillet 2012, Zombie confirme son travail sur un cinquième album studio, les sessions d'enregistrements ayant débuté en juin la même année. De septembre à décembre 2012, Rob Zombie entame une tournée aux côtés de Marilyn Manson aux États-Unis et en Europe au Twins of Evil Tour. Le 30 janvier 2013, Rob Zombie annonce le titre de son cinquième album, Venomous Rat Regeneration Vendor. Pour la sortie de cet album, Zombie change une nouvelle fois de label et choisit de signer chez Universal Music Enterprises (UMe). De plus, c'est le premier album qu'il compose avec son nouveau batteur Ginger Fish. Le premier single, intitulé Dead City Radio and the New Gods of Supertown, sort le 23 février 2013. Le clip est quant à lui sorti le 8 avril 2013, avec la présence de Sheri Moon Zombie. L'album sort finalement le 23 avril 2013, soit quatre jours après la sortie de son cinquième film The Lords of Salem.
Le 17 avril 2014, Zombie explique préparer l'enregistrement d'un prochain album studio. Plus tard, le 19 mai 2015, il sort son premier DVD/Blu-ray live, The Zombie Horror Picture Show, qui fut enregistré durant la tournée de son cinquième album au Rockstar Energy Drink Mayhem Festival à Houston et Dallas en août 2013.
Le 20 juillet 2014, Zombie achève sa tournée au Rock Fest à la suite d'une extinction de voix et à peine après deux chansons jouées. Le 14 septembre 2014, Rob Zombie apparaît une nouvelle fois à The Pulse of Radio afin de les prévenir de l'arrivée prochaine de son nouvel album, après une pause pour se consacrer à son projet de film 31. Le 17 septembre 2014, les organisateurs du festival Wacken Open Air en Allemagne annoncent la programmation de Rob Zombie pour 2015. Le 24 février 2015, il publie un nouvel album enregistré en concert, Spookshow International Live.

### The Electric Warlock Acid Witch Satanic Orgy Celebration Dispenseret septième album (depuis 2016)
Le 21 décembre 2015, Rob Zombie annonce le titre de son sixième album studio, The Electric Warlock Acid Witch Satanic Orgy Celebration Dispenser, et dévoile par la même occasion la pochette de l'album. Plus tard, Zombie révèle la date de sortie de l’album, le 29 avril 2016, et dévoile aussi la liste des douze titres qui le composent. Le musicien déclare que l'album sera sans aucun doute l'un des meilleurs de sa carrière. Le premier single, intitulé Well, Everybody’s Fucking In A U.F.O. est dévoilé le 27 janvier 2016. Le clip est quant à lui sorti le 19 mars 2016. D'une durée de six minutes cinquante, il met en vedette Jeff Daniel Phillips, Sheri Moon Zombie ainsi que Rob Zombie et ses musiciens.
Le 1er août 2017, Rob Zombie annonce qu'il vient, avec son groupe, de commencer les enregistrements de son septième album studio. Le 11 juillet 2018, Zombie entame une seconde tournée avec Marilyn Manson, Twins of Evil: The Second Coming Tour 2018. Pour l'occasion, ils publient une reprise de Helter Skelter des Beatles. Zombie déclare au même moment que son septième album est un des meilleurs qu'il ait jamais composé, avec beaucoup de nouvelles sonorités. Le 20 juillet 2018, Rob Zombie annonce avoir signé avec le label Nuclear Blast pour la sortie de son septième album, prévu en 2019. 
Le 30 octobre 2020, Rob Zombie annonce le titre de son septième album, The Lunar Injection Kool Aid Eclipse Conspiracy ainsi quela date de sortie, le 12 mars 2021. Il en dévoile également son premier single The Triumph of King Freak (A Crypt of Preservation and Superstition). L'album se classe numéro un des ventes du classement du Billboard seulement une semaine après sa sortie.
En mai 2021, Zombie forme le supergroupe L.A. Rats avec John 5, Nikki Sixx et Tommy Clufetos et signe la bande originale du film The Ice Road avec sa reprise de I've Been Everywhere.

### Style musical

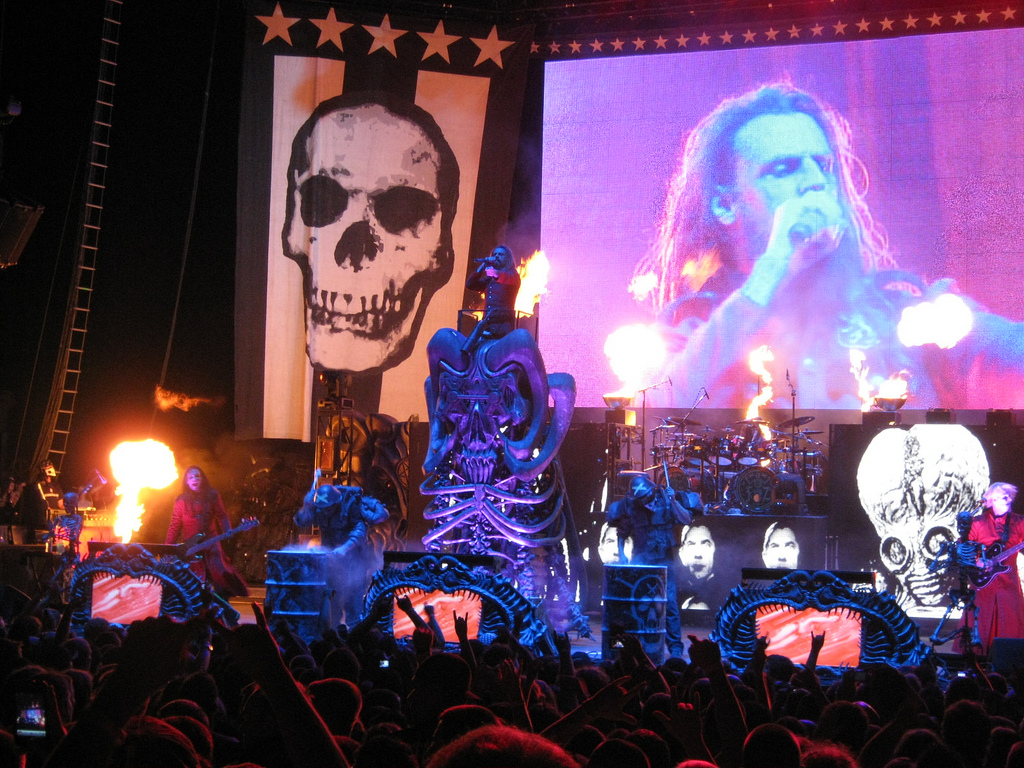
Rob Zombie et son groupe en concert en 2010.

Rob Zombie cite Alice Cooper, Black Sabbath, Kiss, The Birthday Party, Void, The Cramps, Butthole Surfers, Twisted Sister, Sonic Youth, Ministry, Black Flag, Metallica, Misfits, Ramones, Slayer, The Damned et The Stooges comme influences artistiques.
Le son de Rob Zombie au début de sa carrière solo est considéré comme du Barnum Heavy Metal psychédélique (cf. la pochette du 1er album). Son comparse d'alors Mike Riggs apporte un son très groove et heavy metal, qui permet ainsi à Zombie de se démarquer du son de White Zombie, ajoutant aussi des sons électroniques et une rythmique très dense sur la plupart de ses morceaux. De plus, à ses débuts solo, Hellbilly Deluxe et The Sinister Urge sont souvent comparés au premier album de Marilyn Manson. Chaque chanson écrite par Rob Zombie et mixée par le producteur Scott Humphrey (son producteur depuis White Zombie) est extrêmement bien peaufinée, Zombie accordant une grande importance à chacun des titres, même ceux uniquement composés de dialogues comme Call of the Zombie ou The Beginning of the End sur Hellbilly Deluxe. Chaque album de Zombie est un album-concept ; ils sont ordonnés comme un film d'horreur. Ainsi, chaque album possède une intro et une fin, commence et se termine souvent par des dialogues tirés de films d'horreur ou d'ambiances effrayantes et est entrecoupé d'autres effets sonores d'horreur.
Tous les textes étant écrits par Zombie, les sujets des chansons sont pour la plupart totalement imaginaires, inspirés des films d'horreur, de la mythologie païenne et de tout ce qui entoure le surnaturel. Ainsi, des chansons telles que Living Dead Girl, Dragula ou encore Meet the Creeper sont toutes des classiques de Zombie, avec des paroles totalement imaginaires. Un autre rapprochement est souvent fait par la critique avec son idole Alice Cooper pour toute l'imagerie entourant le groupe. Une autre caractéristique de Zombie est l'insertion de morceaux entièrement instrumentaux mélangés avec des dialogues de films d'horreur ou d'ambiance bizarre et étrange. La voix de Rob Zombie est une part entière de l'ambiance régnante malsaine et horrifique de ces albums. Disposant d'une voix très grave, il peut ainsi l'utiliser de différentes manières, en chantant d'un ton très bas, presque susurrant les paroles ou alors en chantant de façon nasillarde sur les morceaux les plus heavy metal. Par la suite, Zombie change de registre avec la sortie de l'album Educated Horses. Il conserve toujours son thème de prédilection pour l'écriture des textes, mais abandonne le son metal industriel pour un son beaucoup plus pop rock. D'ailleurs, il fera un changement radical aussi bien au niveau du son qu'au niveau esthétique : plus de pochette d'album avec des morts-vivants et plus d'imagerie morbide. Le son de cet opus est plus rock 'n' roll et dispose de moments plus lents et calmes qu'auparavant. Pour Educated Horses, Rob Zombie s'adjoint la participation du guitariste John 5, qui apporte sa technicité avec plus de solos de guitare et des rythmiques plus alternées. Pour cet album, Zombie semble beaucoup plus s'inspirer de son film The Devil's Rejects, plus « sexe, drogue et rock 'n 'roll » que momies, zombies et autres monstres.
Pour la sortie de son prochain album Hellbilly Deluxe 2, Rob Zombie revient à ses débuts avec une pochette plus gore, représentant les membres du groupe ensanglantés et visiblement mal en point. Tout porte à croire que Zombie revient à ses débuts avec une imagerie de film d'horreur et un son plus metal industriel au vu des morceaux mis en ligne par Zombie. Pour la sortie de l'album, Rob Zombie accompagnera Alice Cooper pour la tournée Gruesome Tour à travers les États-Unis. Rob Zombie est très souvent classé dans le shock rock pour la forme de ses concerts : Lors du Hellbilly Deluxe 2 World Tour, les concerts s'ouvrent sur une projection qui fait défiler chaque lettre du mot ZOMBIE puis utilisation de fumées, de confettis, de membres longs et métalliques, de machines, des squelettes, des monstres et robots ainsi qu'à l'arrière, sur un écran géant, la diffusion de films d'horreur.

## Carrière cinématographique

### Premiers pas au cinéma

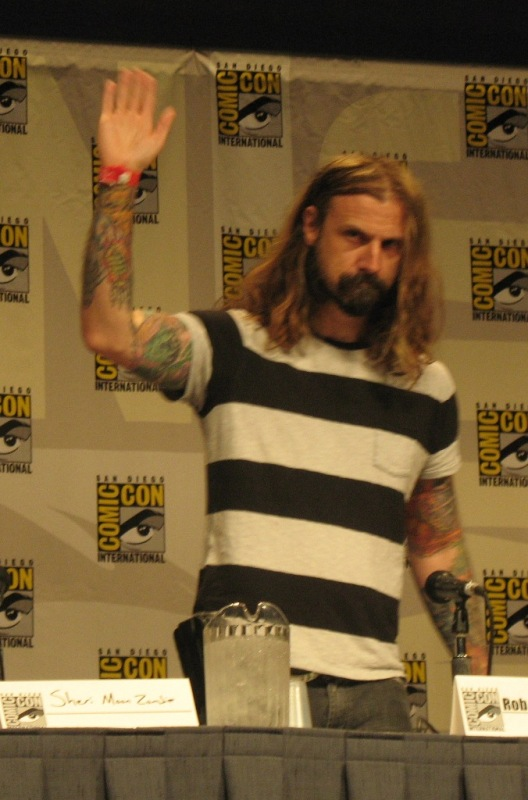
Rob Zombie au Comic-Con de San Diego.

Zombie fait ses premiers pas dans la réalisation en 1996 : après avoir enregistré une chanson pour le film The Crow : Salvation, il dirige le clip vidéo de la chanson. Les dirigeants de Miramax sont alors tellement impressionnés qu'ils décident de lui confier l'écriture et la réalisation du film. Après avoir travaillé près de deux ans sur le projet, les studios Miramax changent d'idée et choisissent finalement Bharat Nalluri. Le premier film de Rob Zombie en tant que réalisateur est donc La Maison des mille morts (The House of 1000 Corpses). Produit par Universal Pictures et réalisé en 2000, le film doit alors sortir durant l'année 2001. Mais alors que la postproduction du film de Zombie est quasiment terminée, la société de production Universal Pictures refuse de sortir le film, pensant que la Motion Picture Association of America l'interdirait aux moins de 17 ans (NC-17). Ne préférant pas prendre de risques, et après des négociations, la Universal autorise Zombie à trouver un autre distributeur pour racheter les droits du film. Et c'est finalement Lions Gate Film qui se chargera de distribuer le film aux États-Unis.
Ce dernier raconte l'histoire d'un groupe d'adolescents qui tombent en panne dans la campagne américaine et qui trouvent refuge dans une grande maison, occupée par une famille de meurtriers macabres et déjantés. Le film est très similaire à Massacre à la tronçonneuse de 1974. L'accueil général du film par les fans est très bon et Zombie est considéré par certains comme une bouffée d'air frais dans le cinéma d'horreur et comme un visionnaire, alors que la critique est plus dure : le film obtient 16 % de critiques favorables sur Rotten Tomatoes.
Le second film de Rob Zombie s'intitule The Devil's Rejects, qu'il dirige et écrit également. On y retrouve trois personnages de son précédent film La Maison des 1 000 morts, avec Baby (Sheri Moon), Otis (Bill Moseley) et Captain Spaulding (Sid Haig). L'histoire décrit les aventures d'une famille composée de Baby, Otis et de leur père Spaulding, toujours aussi macabre et meurtrier, poursuivie par un shérif avide de revanche après que son frère soit tué par ladite famille. S'ensuit un « road-trip » porno/gore pour échapper au shérif. Ce film est très influencé par les années 1970, avec une bande son très « seventies » et par les films de l'époque avec des morceaux de Lynyrd Skynyrd, The Allman Brothers Band, Terry Reid ou encore Joe Walsh, Zombie expliquant qu'il adore tout de cette époque. Le film engrange 19 390 029 $, alors qu'il avait coûté près de 7 millions de dollars. Répondant à la question d'où lui provenait l'idée des personnages pour La Maison des 1 000 morts et The Devil's Rejects, Zombie explique : « Tous ces personnages viennent de personnes avec qui j'ai grandi. Ils n'étaient pas des meurtriers mais leurs personnalités et leurs genres ont influencé mes personnages » Ainsi, le personnage de Bill Moseley, Otis, lui est inspiré par un gamin albinos avec qui Zombie allait à l'école et dont toute la famille était albinos. The Devil's Rejects est honorablement noté  par une moyenne de 55 % sur Rotten Tomatoes, qui reproche au film ce que certains y aiment, la violence à outrance.

### Remake et suite d'Halloween
En 2007, il contribue au film de Quentin Tarantino Grindhouse, en tournant une fausse bande annonce, s'intitulant Werewolf Women of the S.S., avec à l'affiche sa femme Sheri Moon, mais aussi Sybil Danning', Nicolas Cage et les lutteurs Vladimir Kozlov et Andrew Martin et l'acteur allemand Udo Kier. Alors que des rumeurs émergèrent sur un futur long métrage tiré de cette fausse bande-annonce, Zombie clarifia les choses après le second volet de Halloween, aucun film intitulé Werewolf Women of the SS ne verra le jour car la licence appartient au frère Weinstein, les producteurs de Grindhouse et Rob Zombie ne veut plus travailler avec eux et The Weinstein Company expliquant « Travailler pour eux a été une horreur, les pires années de ma vie ».

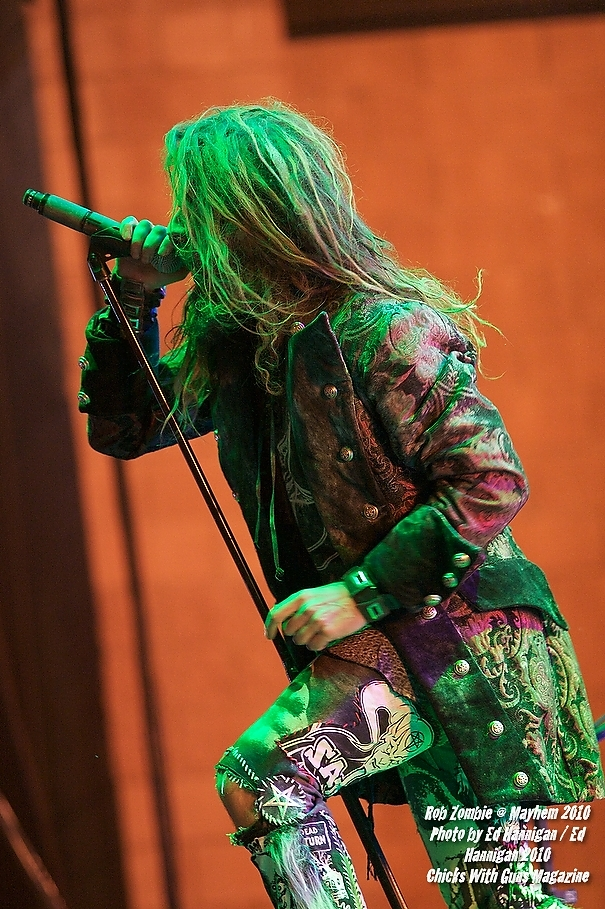
Rob Zombie au Festival Mayhem en juillet 2010.

Courant 2007, Zombie réalise son troisième film, Halloween, un remake du classique Halloween, la nuit des masques de 1978 réalisé par John Carpenter. Le film reçoit de mauvaises critiques dans l'ensemble, qui reprochent en particulier à Zombie d'avoir renié sa parole de ne jamais toucher à un classique du cinéma d'horreur. Malgré cette mauvaise presse, avec 25 % d'avis positifs sur Rotten Tomatoes, le film est un succès au box-office américain avec près de 58 272 029 $ de recettes. Le film suit la jeunesse du jeune Michael Myers avant qu'il ne devienne un tueur en série déséquilibré. On découvre qu'il vit dans un foyer difficile avec une mère strip-teaseuse et un beau-père violent. Le rôle de Jamie Lee Curtis est repris par Scout Taylor-Compton, le jeune Michael Myers par Daeg Faerch, le Michael Myers adulte par Tyler Mane et la mère de Michael Myers par Sheri Moon. Beaucoup plus violent et comportant plusieurs scènes de sexe, le remake de Zombie déroute les fans de la série de John Carpenter, en rendant le film beaucoup moins fantastique et beaucoup plus réaliste, re-situant l'action dans un univers violent alors que l'original se situe dans une confortable banlieue américaine. Selon Rob Zombie, « les remakes sont souvent d'une qualité variable. En réalité, tout dépend de celui qui est derrière la caméra. Ce genre de pratique [ndlr : les remakes] ne m'excède plus depuis que je me suis attelé à la tâche. »
Le 28 août 2009, sort le film Halloween 2, Zombie avoua plus tard qu'il s'attèle à la suite d'Halloween car il devait encore un film au frères Weinstein. Le tournage débute en février 2009 à Atlanta, avec Tyler Mane, qui retrouve son rôle de Michael Myers. Le film n'a pas le succès espéré, avec seulement 17,4 millions de dollars de recettes. Le jeune Daeg Faerch ne reprend pas son rôle de Michael Myers enfant, car l'acteur a trop grandi pour pouvoir reprendre ce rôle. Les principaux griefs faits au film sont les différences avec le remake dont Zombie s'était occupé. Pour beaucoup de critiques, Halloween 2 n'a plus grand-chose à voir avec le film original. Rob Zombie déclare à plusieurs reprises que justement le but recherché était de faire un film totalement différent du classique de John Carpenter.
Zombie annonce qu'il venait de réaliser la version DVD de Halloween 2 avec une version différente de celle diffusée au cinéma. Ainsi, Zombie explique qu'il a rajouté les scènes coupées pour la version cinéma, et que le film est : « une version qui fait de Halloween II un film très difficile à regarder et je ne suis pas sûr que les fans adhèrent à quelque chose d'aussi sombre ». En septembre 2009, Rob Zombie produit le film d'animation The Haunted World of El Superbeasto tiré de sa bande dessinée The Adventures of El Superbeasto. Sa femme fait l'une des voix d'un personnage. Le film ne sort finalement pas en salle et est disponible directement en DVD. Comme à son habitude, le dessin animé est violent et contient certaines scènes de sexe.

### Projets annulés etThe Lords of Salem

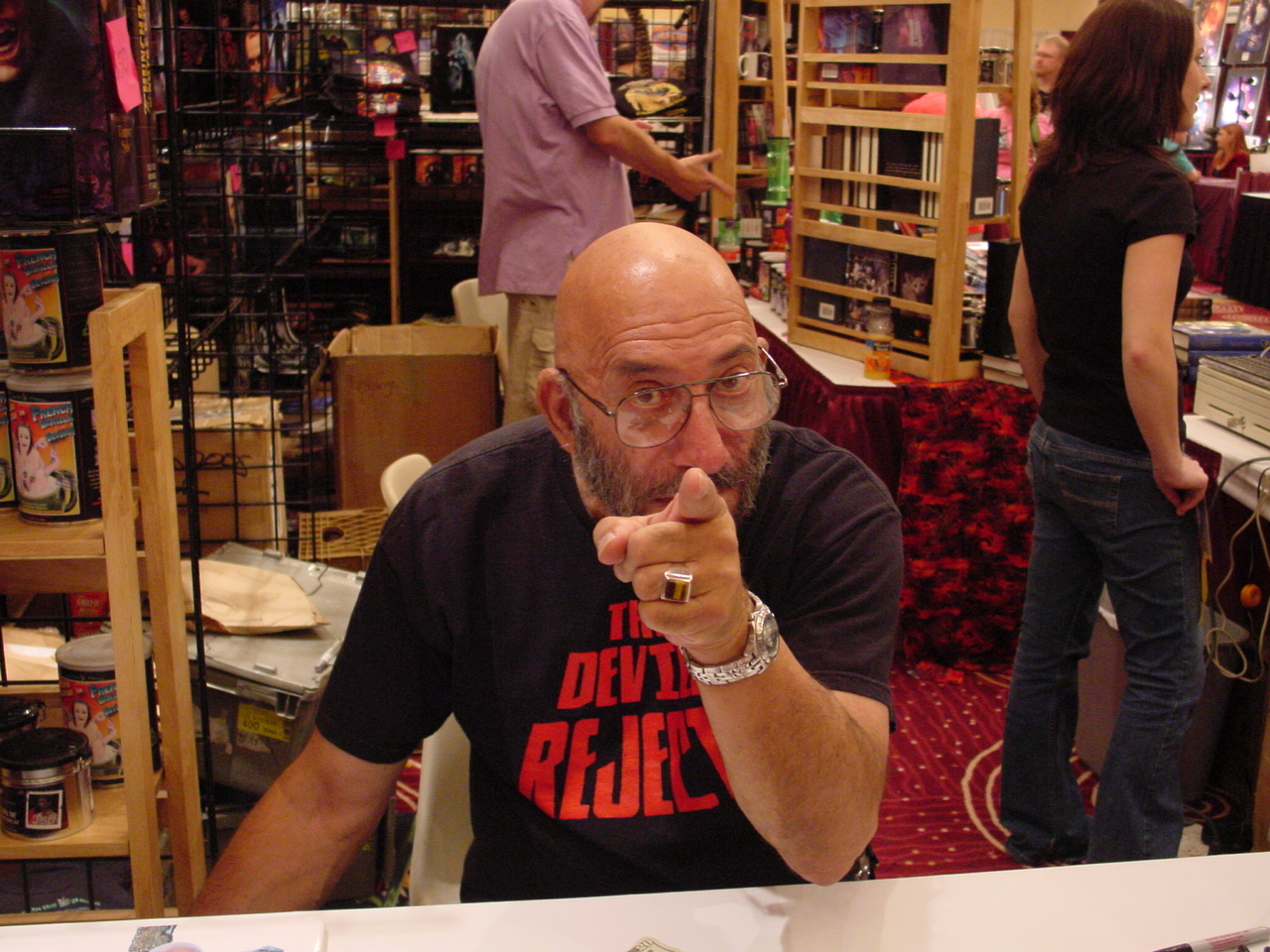
Sid Haig, alias Captain Spaulding, portant un t-shirt de The Devil's Rejects, lors du DragCon de 2005.

Fin août 2009, aurait dû sortir le projet de Rob Zombie Tyrannosaurus Rex, dont la préproduction s'est arrêté. Zombie dévoile que Tyrannosaurus Rex devait raconter l'histoire d'un boxeur reconnu s'appelant Rex, qui un jour est envoyé en prison après s'être battu dans un bar. À sa sortie, il est trop vieux pour mener une carrière et devra se battre dans des combats « underground » pour survivre. Selon Zombie, ce film n'aurait rien d'un film d'horreur et serait un drame très sombre. Bien qu'il projette alors de faire un remake du Blob, Zombie espère toujours adapter Tyrannosaurus Rex. Rob Zombie fut pressenti pour diriger le Pirates des Caraïbes 4 après que Gore Verbinski se soit désisté pour ce quatrième volet. Zombie déclare publiquement lors d'une interview sur MTV News qu'il est intéressé pour reprendre la franchise avec Johnny Depp, et désire depuis longtemps faire un film avec des pirates. Après de longues spéculations, c'est finalement Rob Marshall qui dirigera la prochaine production Disney.
En 2009, Zombie annonce officiellement qu'il doit alors diriger et écrire le scénario du film Le Blob, pour en faire un remake. À propos du remake, Zombie déclare : « Je n'ai pas l'intention de mettre en scène une matière gélatineuse rouge, ce sera le premier gros changement effectué. Dans les années 1950, ce genre de choses pouvait effrayer le public, mais aujourd'hui cela le ferait rire. » Il continue : « Je cherchais à me défaire du genre des films d'horreur, et c'est vraiment un film de science-fiction, avec une chose venue de l'espace. J'ai l'intention d'en faire un film effrayant, et ce qui est génial c'est que j'aurai la liberté de diriger le film dans n'importe quelle folle direction, encore plus que dans Halloween, où je devais faire avec des personnages iconiques tels que Michael Myers ou Laurie Strode. Le Blob est plus un concept qu'une histoire avec des personnages, alors je peux me lâcher sur ce film. » Le film original raconte l'histoire des habitants d'une petite bourgade américaine qui refusent d'écouter un groupe d'adolescents annonçant qu'une créature venant d'une autre planète avait atterri sur Terre. Les habitants de la ville se font tuer un par un par la créature, qui détruit entièrement la ville. Début octobre 2009, Rob Zombie est honoré d'un prix aux Chiller-Eyegore Awards, dans la catégorie de Réalisateur de l'année. La cérémonie se déroule au Studio Universal d'Hollywood en Californie et honore le genre du film d'horreur.
Le 13 janvier 2010, Rob Zombie est choisi par la chaine CBS pour diriger un épisode de la série Les Experts : Miami, l'intrigue de l'épisode enverra l'équipe d'Horacio Cain à Los Angeles. L'épisode est diffusé aux États-Unis le 1er mars 2010. Michael Madsen, William Forsythe, Malcolm McDowell, Billy Gibbons de ZZ Top et Paul Blackthorne font une apparition dans l'épisode. En septembre 2010, on apprend que le film Le Blob en préparation est avorté, à la place Rob Zombie a officiellement annoncé qu'il a écrit le scénario de son prochain film lors de sa tournée 2010, le film s'intitule The Lords of Salem, un thriller dans lequel Zombie re-visite le mythe des sorcières de Salem, ainsi selon les premiers bribes du script écrit par celui-ci, l'histoire se situe dans un Salem contemporain où un couvent abritant effectivement des sorcières voit leurs activités dérangées par le fameux procès. Le film est produit par la compagnie de production Haunted Films, dirigé par les producteurs du film phénomène Paranormal Activity Jason Blum, Steven Schneider et Oren Peli. Zombie affirma être séduit par l'équipe de Haunted Films qui lui donne les pleins pouvoir sur le film, du scénario, en passant par le casting ainsi qu’au final cut. En 2010, une affiche du film était déjà réalisée pour la promotion du film qui sort en 2013. Rob Zombie expliqua qu'il changea brutalement ses plans pour le remake du Blob car il ne supporterait pas d'être encore comparé à un grand nom du cinéma et que la réalisation de deux remake était éprouvante et il ne se sentait pas la force d'en faire un troisième.

### Autres projets et3 From Hell
En juin 2012, Zombie confirme au site Deadline avoir acheté les droits de l'histoire des Broad Street Bullies pour produire, écrire et diriger un film sur la fameuse équipe de hockey de Philadelphie qui régna dans les années 1970 dans la NHL et qui construisit sa renommée par un jeu physique et brutal. En mars 2014, Rob Zombie annonce qu'il travaille en collaboration avec Bret Easton Ellis pour développer une mini-série qui relatera les meurtres de la famille Manson pour Fox télévision. Mais alors que ses projets annoncés sont mis en pause pour divers raisons, Zombie annonce en mai 2014 que son prochain film sera 31, il dévoile une mystérieuse affiche avec une tête de clown. Le réalisateur lance deux campagnes de financement sur le site Fanbacked.com qui ont pour but de donner l'opportunité aux fans de donner de l'argent pour la production du film et de recevoir en contrepartie différents objets proposés sur le site. Ces objets sont pour la plupart inédits ou provenant du tournage des anciens films de Zombie. Le tournage du film s'est déroulé en avril 2015.
En juin 2015, alors que 31 est encore en postproduction, le site Deadline annonce que Rob Zombie réalisera un biopic sur l'acteur Groucho Marx. La première projection de 31 est prévue pour le 23 janvier 2016 au Festival du film de Sundance. Alors qu'aucune date de sortie officielle n'a encore été communiqué, le film de Rob Zombie s'est vu attribuer par deux reprises une classification "NC-17", l'équivalent du "Interdit aux moins de 18 ans" en France, par la Motion Picture Association of America avec comme avertissement : « Violence graphique sadique, bizarreries sexuelles avec nudité, des images choquantes ainsi qu'un langage offensif. » Après plusieurs censures, il réussit à obtenir la classification "R", qui signifie que les mineurs de moins de 17 ans doivent être accompagnés d'un adulte. Le réalisateur confirme tout de même qu'une version non censurée devrait être disponible lors de la sortie en vidéo du film.
En octobre 2017, le site Bloody Disgusting annonce que Rob Zombie préparerait une suite à The Devil's Rejects sans que rien soit confirmé officiellement par le réalisateur. Le 22 janvier 2018, le site annonce que le début du tournage est prévu pour mars 2018 et que le film se nomme provisoirement The Devil’s Rejects 2: Three From Hell, toujours sans annonce officielle de Rob Zombie. Le 13 mars 2018, Rob Zombie annonce officiellement la production de la suite de The Devil's Rejects, dont le titre est 3 From Hell, en même temps que le début du tournage. Il déclare « Tout est vrai ! Premier jour de tournage de 3 From Hell ! Les meurtres et la folie continuent. »

### Adaptation de la sérieLes Monstres
Le 10 mars 2021, le site Murphys Multiverse annonce qu'Universal Pictures prépare une nouvelle adaptation cinématographique de la série télévisée des années 1960 Les Monstres et que Rob Zombie est attaché à la réalisation du projet. Le site annonce également une partie du casting qui comprend Sheri Moon Zombie dans le rôle de Lily Munster, Jeff Daniel Phillips dans le rôle d'Herman Munster ainsi que Daniel Roebuck, Jorge Garcia, Richard Brake et Cassandra Peterson dans des rôles inconnus. Plus tard, en juin, Zombie confirme l'existence du projet The Munsters et déclare qu'il est personnellement très attaché à la série et travaille ainsi depuis 20 ans pour réaliser une adaptation des Monstres.

### Style cinématographique

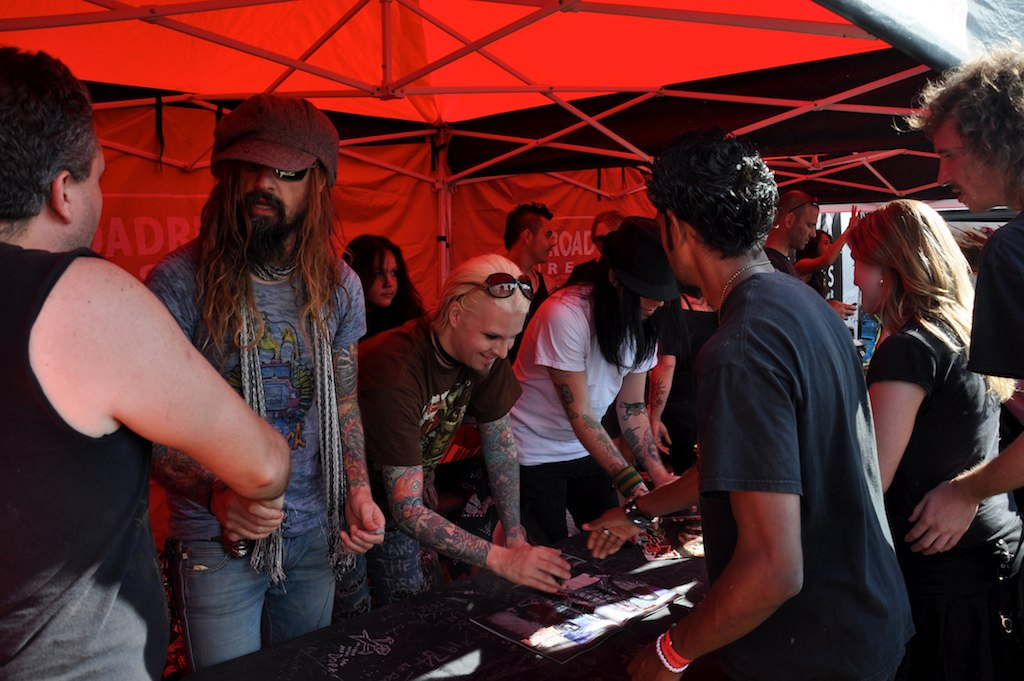
Rob Zombie, John 5 et Piggy D., lors d'une session d'autographe.

Féru des films d'horreur des années 1950 et du cinéma en général, Zombie s'est créé un univers qui lui est propre. Tout d'abord, en ajoutant à chaque distribution de ses films sa femme Sheri Moon, qui joue à tour de rôle Baby Firefly (La Maison des 1 000 morts, The Devil's Rejects), la mère de Michael Myers (Halloween, Halloween 2), et enfin l'une des voix d'un personnage de The Haunted World of El Superbeasto. Dans beaucoup de ces films, Rob Zombie fait des références aux films d'horreur des années 1950. Ainsi, dans Halloween existent des références au film White Zombie datant de 1932 avec Béla Lugosi, mais aussi La Nuit des morts-vivants de 1968 et Planète interdite datant de 1956, et enfin il fait quelques références au western dans The Devil's Rejects.
Le style Zombie se caractérise par du sexe à outrance et des scènes de violence très réalistes, où souvent les personnages sont pervers et cruels, mais aussi vulgaires et immoraux. Dans la plupart de ses films, Zombie essaye de créer une ambiguïté ou une ambivalence morale, en mettant les méchants du film toujours au centre de l'action. Ainsi, dans The Devil's Rejects, alors que les membres de la famille Firefly au début du film semblent constituer les mauvais de l'histoire, à la fin du film ils se font persécuter et molester par le shérif, de la sorte que le spectateur en vient à s'interroger sur qui est vraiment la victime et qui est vraiment détestable dans l'intrigue. Dans le remake de Halloween, on apprend à connaître le jeune Michael Myers avant qu'il ne devienne un psychopathe meurtrier et le spectateur encore une fois est troublé et peut se lier d'affection avec le jeune Myers vivant dans une famille à problèmes entre un beau-père qui le bat et une mère strip-teaseuse.
Enfin, Zombie apporte une attention particulière à la bande son de chacun de ses films, en y incluant ses goûts pour la musique country, le hard rock et les classiques des années 1970. La dernière scène du film The Devil's Rejects comporte près de cinq minutes de la chanson Free Bird de Lynyrd Skynyrd. Sans ordre, on trouve des artistes comme Nazareth, Kiss, Buck Owens, Lynyrd Skynyrd, The Allman Brothers Band, Alice Cooper, Blue Öyster Cult, Terry Reid, Joe Walsh ou encore Motörhead. Dans chacun des films que Zombie écrit et réalise l'action se situe dans les années 1970.
À l'image de Quentin Tarantino, Zombie utilise souvent le même noyau d'acteurs. Outre Sheri Moon qui joue dans tous ses films, Sid Haig et Bill Moseley sont présents dans The Devil's Rejects et La Maison des 1 000 morts, mais aussi dans Halloween. L'acteur d'origine mexicaine Danny Trejo est apparu dans The Devil's Rejects et dans Halloween.
| Acteur               | La Maison des 1 000 morts (2003) | The Devil's Rejects (2005) | Werewolf Women of the S.S (2007) | Halloween (2007) | The Haunted World of El Superbeasto (2009) | Halloween 2 (2009) | Les Experts : Miami, Aller-retour à L.A (2010) | The Lords of Salem (2013) | 31 (2016) | 3 From Hell (2019) | The Munsters (2022) |
| -------------------- | -------------------------------- | -------------------------- | -------------------------------- | ---------------- | ------------------------------------------ | ------------------ | ---------------------------------------------- | ------------------------- | --------- | ------------------ | ------------------- |
| Sheri Moon Zombie    | ✔️                               | ✔️                         | ✔️                               | ✔️               | ✔️                                         | ✔️                 | ✔️                                             | ✔️                        | ✔️        | ✔️                 | ✔️                  |
| Sid Haig             | ✔️                               | ✔️                         |                                  | ✔️               | ✔️                                         |                    |                                                | ✔️                        |           | ✔️                 |                     |
| Bill Moseley         | ✔️                               | ✔️                         | ✔️                               | ✔️               | ✔️                                         |                    |                                                |                           |           | ✔️                 |                     |
| Tom Towles           | ✔️                               | ✔️                         | ✔️                               | ✔️               |                                            |                    |                                                |                           |           |                    |                     |
| William Forsythe     |                                  | ✔️                         |                                  | ✔️               |                                            |                    | ✔️                                             |                           |           |                    |                     |
| Tyler Mane           |                                  | ✔️                         |                                  | ✔️               |                                            | ✔️                 |                                                |                           |           |                    |                     |
| Danny Trejo          |                                  | ✔️                         |                                  | ✔️               | ✔️                                         |                    |                                                |                           |           | ✔️                 |                     |
| Ken Foree            |                                  | ✔️                         |                                  | ✔️               | ✔️                                         |                    |                                                | ✔️                        |           |                    |                     |
| Daniel Roebuck       |                                  | ✔️                         |                                  | ✔️               | ✔️                                         | ✔️                 |                                                | ✔️                        | ✔️        | ✔️                 | ✔️                  |
| Lew Temple           |                                  | ✔️                         |                                  | ✔️               |                                            |                    |                                                | ✔️                        | ✔️        |                    |                     |
| Malcolm McDowell     |                                  |                            |                                  | ✔️               |                                            | ✔️                 | ✔️                                             |                           | ✔️        |                    |                     |
| Dee Wallace          |                                  |                            |                                  | ✔️               | ✔️                                         |                    |                                                | ✔️                        |           | ✔️                 | ✔️                  |
| Clint Howard         |                                  |                            |                                  | ✔️               | ✔️                                         |                    |                                                | ✔️                        |           | ✔️                 |                     |
| Udo Kier             |                                  |                            | ✔️                               | ✔️               |                                            |                    |                                                | ✔️                        |           |                    |                     |
| Jeff Daniel Phillips |                                  |                            |                                  |                  |                                            | ✔️                 | ✔️                                             | ✔️                        | ✔️        | ✔️                 | ✔️                  |
| Richard Brake        |                                  |                            |                                  |                  |                                            | ✔️                 |                                                |                           | ✔️        | ✔️                 | ✔️                  |

## Autres activités

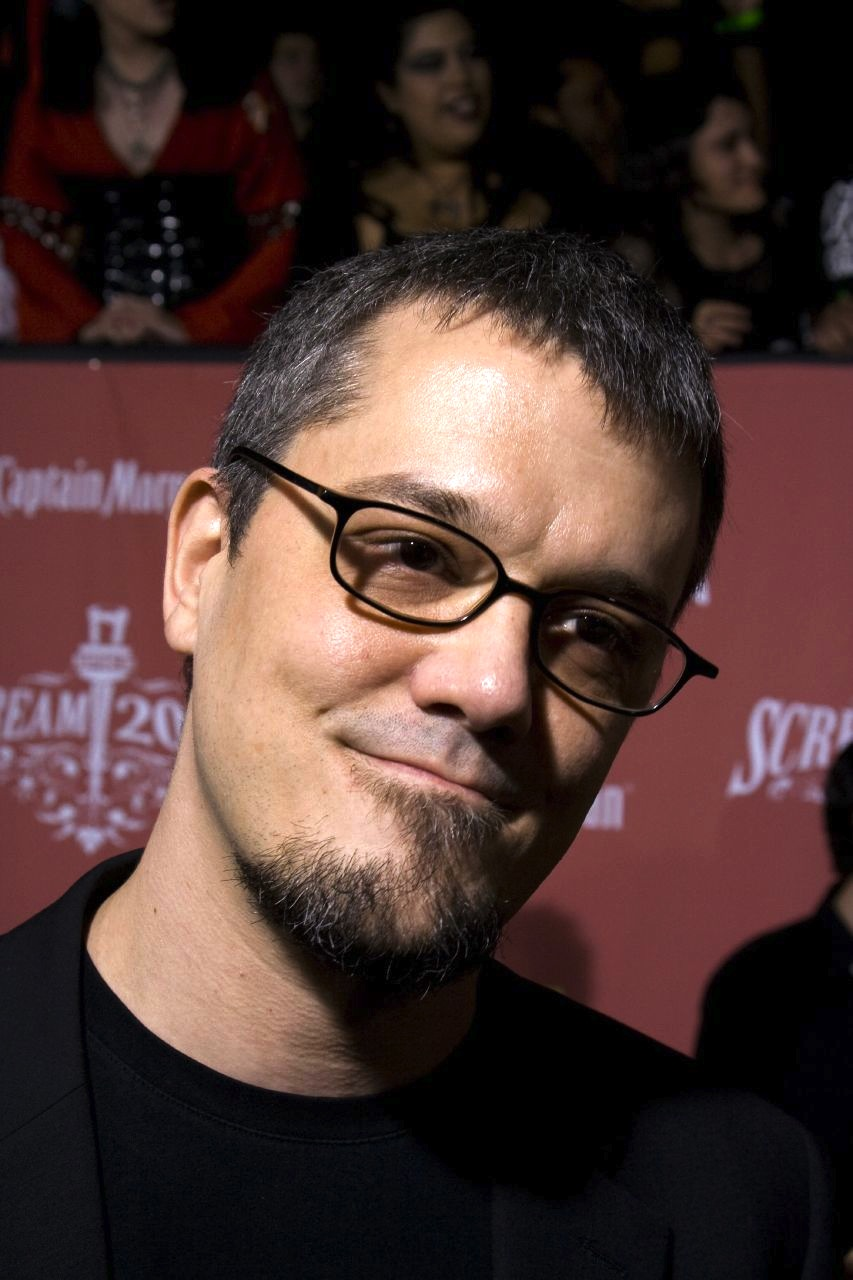
Steve Niles, coauteur de The Nail, Bigfoot et El Superbeasto avec Rob Zombie.

En dehors d'être musicien et réalisateur de film, Zombie a aussi sorti une série de comics et notamment The Nail avec le dessinateur Steve Niles. The Nail est une série en quatre numéros, qui raconte l'histoire d'un catcheur semi-professionnel appelé The Nail qui voyage de ville en ville avec sa famille et son manager à travers les États-Unis pour rejoindre les différents matchs de catch auxquels il doit participer. À son arrivée dans une ville sombre et inhabitée, une étrange bande de bikers s'en prend à lui et sa famille ; s'ensuit une bataille épique entre The Nail et ces bikers venus d'outre tombe. L'atmosphère du comics est souvent rapprochée de celle du film de Wes Craven datant de 1977 La Colline a des Yeux. Le comics regorge de la patte de Zombie avec beaucoup de violence et de sexe, le tout mixé dans une ambiance des années 1970. Niles et Zombie ont créé ensemble une société de production de comics sur le thème de l'horreur appelée Creep Entertainment International par l'intermédiaire de laquelle ils éditent tous les comics auxquels ils collaborent. Un autre comics est publié par le duo Zombie/Niles, Bigfoot. Zombie et Niles s'attaquent donc au mythe du Bigfoot, l'histoire étant celle d'un jeune garçon qui part camper avec sa famille dans une forêt du Nord-Ouest Pacifique. Sa famille se fait soudainement attaquer par le Bigfoot, qui assassine ses parents devant ses yeux ; le jeune garçon arrive finalement à s'en sortir. Quelques années plus tard, il revient venger sa famille dans la même forêt, bien décidé à tuer le Bigfoot.
Enfin, le dernier ouvrage du duo est le comics The Haunted World of El Superbeasto sur lequel Zombie fait une adaptation cinématographique sortie en septembre 2009. Mélange d'humour, d'horreur et de sexe, l'histoire est la même que pour le dessin-animé, les aventures de Suzi-X et Simon Deadmarsh dans leur combat contre le Dr Satan. Toujours dans le domaine du comics mais cette fois seul, Zombie a sorti une série de dix numéros d'un comics appelé Rob Zombie's Spookshow International. Zombie étant à l'écriture de chaque numéro et les dessins étant faits par des artistes de renom tels qu'E. J. Su ou encore Gene Colan. Dans ces comics, on retrouve certains des personnages de ses films tels que la famille Firefly héros de La Maison des 1 000 morts ou Suzi-X et El Superbeasto du dessin animé du même nom, la lecture de ces ouvrages est déconseillée aux plus jeunes.
D'octobre 2006 à janvier 2007, Zombie s'essaie à la présentation télévisuelle. Ainsi, chaque vendredi à deux heures du matin, Zombie présente l'émission TCM Underground sur la chaîne Turner Classic Movies. L'émission consistant à présenter des classiques de film d'horreur, expliquant les détails et les anecdotes entourant le film. Pour Halloween 2010, Rob Zombie collabore avec les Studios Universal d'Hollywood pour créer une attraction en 3D appelé Rob Zombie's House Of 1000 Corpses In 3D ZombieVision dans le cadre du Halloween Horror Nights des studios. Ainsi les personnes pourront s'immerger dans le monde gore et trash de Rob Zombie, basé sur son film La Maison des 1 000 morts. En décembre 2010, Rob Zombie sort sa propre marque de café, intitulé Rob Zombie Hellbilly Brew, suivant les pas de Dave Mustaine ou encore Zakk Wylde dans ce domaine.

## Collaborateurs musicaux

### collaborateurs actuels
- Ginger Fish – batterie, percussions (depuis 2011)
- Mike Riggs – guitare, chœurs (1997–2003, depuis 2022)
- Rob « Blasko » Nicholson – guitare basse, chœurs (1997–2006, depuis 2024)

### Anciens collaborateurs
- John Tempesta – batterie, percussions, chœurs  (1997–2004)
- Tommy Clufetos – batterie, percussions (2005–2010)
- Joey Jordison – batterie, percussions (2010–2011)
- John 5 – guitare, chœurs (2005-2022)
- Piggy D. – guitare basse, chœurs (2006-2024)

### Autres collaborations
- Tommy Lee - (Mötley Crüe) : Batterie sur l'album The Sinister Urge
- Ozzy Osbourne : chant sur Iron Head de l'album The Sinister Urge
- Kerry King - (Slayer) : solo de guitare sur l'album The Sinister Urge
- Josh Freese - (ex-The Vandals, The Offspring, A Perfect Circle, Nine Inch Nails) : Batterie sur l'album The Sinister Urge
- DJ Lethal - (Limp Bizkit) : Platines sur l'album The Sinister Urge
- Chris Chaney - (Jane's Addiction) : Basse sur l'album The Sinister Urge
- Rammstein : Remix de la chanson Spookshow Baby sur l'album American Made Music to Strip By
- Charlie Clouser : Remix des chansons Dragula, Living Dead Girl et Superbeast sur l'album American Made Music to Strip By
- Chris Vrenna - (Marilyn Manson) : Remix de la chanson Return of the Phantom Stranger sur l'album American Made Music to Strip By

## Discographie

### Albums solos
| Année | Album et détails                                                                                         | Classement | Classement | Classement | Classement | Classement | Classement | Classement | Classement | Classement | Classement | Certifications                         |
| Année | Album et détails                                                                                         | USA        | AUS        | AUT        | CAN        | FIN        | FRA        | ALL        | NZ         | SUE        | R-U        | Certifications                         |
| ----- | --- | ---------- | ---------- | ---------- | ---------- | ---------- | ---------- | ---------- | ---------- | ---------- | ---------- | -------------------------------------- |
| 1998  | Hellbilly Deluxe - Sortie : 25 août 1998 - Label : Geffen Records                                        | 5          | 37         | 42         | 2          | —          | —          | —          | 19         | 45         | 37         | - US : 3 × Platine - CAN : 2 × Platine |
| 2001  | The Sinister Urge - Sortie : 13 novembre 2001 - Label : Geffen Records                                   | 8          | 46         | —          | —          | 38         | —          | —          | —          | —          | 108        | - US : Platine - CAN : Or              |
| 2006  | Educated Horses - Sortie : 28 mars 2006 - Label : Geffen Records                                         | 5          | 44         | —          | 5          | —          | 184        | —          | —          | —          | 90         | - US : Or                              |
| 2010  | Hellbilly Deluxe 2 - Sortie : 2 février 2010 - Label : Roadrunner Records                                | 8          | 23         | 72         | 11         | —          | 136        | 82         | 31         | —          | 65         | - US : 200 000                         |
| 2013  | Venomous Rat Regeneration Vendor - Sortie : 23 avril 2013 - Label: UMe                                   | 7          | 36         | 38         | 13         | 27         | —          | 60         | —          | 49         | 33         | - US : 120 000                         |
| 2016  | The Electric Warlock Acid Witch Satanic Orgy Celebration Dispenser - Sortie : 29 avril 2016 - Label: UMe | 6          | 8          | 40         | 7          | 38         | 118        | 40         | —          | —          | 25         | - non classé.                          |
| 2021  | The Lunar Injection Kool Aid Eclipse Conspiracy - Sortie : 12 mars 2021 - Label: Nuclear Blast           |            |            |            |            |            |            |            |            |            |            |                                        |

### Avec White Zombie
- 1985 : Gods on Voodoo Moon (45 t)
- 1986 : Pig Heaven/Slaughter the Grey (45 t)
- 1987 : Psychohead Blowout (E.P.)
- 1987 : Soul Crusher (album uniquement disponible en vinyle)
- 1989 : God of Thunder (E.P.)
- 1989 : Make them Die Slowly
- 1992 : La Sexorcisto : Devil Music Vol. 1
- 1992 : Nightcrawlers (album de remix)
- 1995 : Astro-Creep : 2000
- 1996 : Supersexy Swingin' Sounds (album de remix)
- 2008 : Let Sleeping Corpses Lie (compilation)
- 2016 : It Came From N.Y.C. (compilation)
- 2018 : Astro-Creep : 2000 Live (album live)

### Autres albums
- 1999 : American Made Music to Strip By (album de remix)
- 2003 : Past, Present & Future (compilation)
- 2006 : Millennium Collection - 20th Century Masters (compilation)
- 2007 : Zombie Live (live)
- 2010 : Icon (compilation)
- 2012 : Mondo Sex Head (album de remix)
- 2014 : Essential (compilation)
- 2015 : Spookshow International Live (live)

### DVD/Blu-ray live
- 2014 : The Zombie Horror Picture Show

## Filmographie

### Scénariste/réalisateur
| Année | Film                                | Remarques                                                                                      | Recette      |
| ----- | ----------------------------------- | ---------------------------------------------------------------------------------------------- | ------------ |
| 2003  | La Maison des 1 000 morts           | Premier film de Rob Zombie. En compétition au Fantasporto Awards comme Meilleur film étranger. | 16 829 545 $ |
| 2005  | The Devil's Rejects                 | Suite du premier film avec Moseley, Moon et Haig reprenant leurs rôles.                        | 19 390 029 $ |
| 2007  | Werewolf Women of the S.S.          | Fausse bande-annonce dans Grindhouse.                                                          |              |
| 2007  | Halloween                           | Remake du classique de John Carpenter.                                                         | 80 253 908 $ |
| 2008  | The Haunted World of El Superbeasto | Dessin animé créé par Rob Zombie et tiré de la bande dessinée du même nom.                     |              |
| 2009  | Halloween 2                         | Suite du remake avec Scout Taylor-Compton et Tyler Mane reprenant leur rôle.                   | 39 421 467 $ |
| 2010  | Les Experts : Miami (un épisode)    | Zombie est le réalisateur exceptionnel d'un épisode. Saison 8, épisode 16 Aller-retour à L.A.  | AU : 12,07 M |
| 2013  | The Lords of Salem                  | Thriller dans lequel Zombie re-visite le mythe des sorcières de Salem.                         | 1 165 882 $  |
| 2016  | 31                                  | Film original avec des maniaques déguisés en clown.                                            | 850 419 $    |
| 2019  | 3 From Hell                         | Suite de La Maison des 1 000 morts et The Devil's Rejects.                                     | 2 295 825 $  |
| 2022  | The Munsters                        | Adaptation de la série télévisée des années 1960 Les Monstres.                                 |              |

### Acteur
- 1994 : Airheads : Apparition à 47 min du film du groupe White Zombie en concert avec la chanson Feed the Gods
- 1997 : Space Ghost Coast to Coast : Lui-même (voix)
- 2003 : Spider-Man : Les Nouvelles Aventures (dessin animé) : Le Lézard (voix)
- 2004 : La Ligue des justiciers (dessin animé) : Ichthulthu (voix)
- 2006 : Horribilis : voix au téléphone[14]
- 2010 : Super : Dieu (voix)[116]
- 2014 : Les Gardiens de la Galaxie : Le Navigateur des Ravageurs (voix)
- 2016 : Mr. Pickles (dessin animé) : (voix)
- 2017 : Les Gardiens de la Galaxie Vol. 2 : Le Ravageur invisible

## Publications
- 2003 : Rob Zombie's Spookshow International, volumes I et II : scénariste
- 2004 : Rob Zombie's Spookshow International, volumes III, IV, V, VI, VII, VIII et IX : scénariste
- 2004 : The Nail, volumes I, II, III et IV : scénariste
- 2005 : Bigfoot : scénariste
- 2007 : The Haunted World of El Superbeasto : scénariste
- 2010 : Whatever Happened To Baron Von Shock : scénariste
- 2013 : The Lords of Salem : scénariste